# BV 238 (航空機)
ブローム・ウント・フォス BV 238
- 用途：飛行艇
- 製造者：ブローム・ウント・フォス
- 運用者： ドイツ国（ドイツ空軍）
- 初飛行：1944年3月11日
- 生産数：1機

ブローム・ウント・フォス BV 238（Blohm & Voss BV 238）は、ドイツの航空機メーカーであるブローム・ウント・フォスが第二次世界大戦中に製造した飛行艇である。

## 概要
BV 238は1944年に初飛行した時点でそれまでで最大重量機であり、第二次世界大戦で枢軸国側が製造した最大の航空機であった。4文字の Stammkennzeichen （メーカー無線コード）RO + EZ を付けた試作機のBV 238 V-1は1944年3月10日に初浮遊した翌日の3月11日に初飛行を行った。左右の主翼の全縁に各々3基ずつ計6基の1,750 hp (1.287 MW) のダイムラー・ベンツDB 603倒立V型12気筒エンジンを装備していた。
唯一機完成したBV 238は1944年9月にシャール湖（Schaal Lake）に停泊中のところ、第361戦闘団（英語版）所属のP-51Dマスタング戦闘機3機の機銃掃射を受け沈んだ。「デトロイト・ミス」という名の隊長機の操縦士は第2次世界大戦のエースのアーバン“ベン”ドリュー（Urban "Ben" Drew）少尉ともう1機はウィリアム・D・ロジャース（William D. Rogers）操縦の機だった。これは戦争中に破壊された単機では最大の航空機だった。
強襲攻撃の後でドリューは自分が BV 222 ヴィーキング（別の大型飛行艇）を破壊したと語った。1974年にドキュメンタリー番組のためにBBCの取材を受けるまでドリューはこれを信じ続けたが、BBCの調査が正確にこの機をシャール湖の水上機基地で飛行テスト実施中のBV 238であると特定したと語った。
他に2機の組み立てが始まっていたが完成はしなかった。BV 238の1/4模型が実機の開発中に作られた。FGP 227（英語版）として知られるこの模型は初飛行で不時着してしまい、開発プログラムには何のデータも残せなかった。

## 派生型
- FGP 227：BV 238の1/4模型、6基の15.7-kW (21-hp) エンジン装備。
- BV 238 V1：最初で唯一完成した試作機。

## ヒューズH-4飛行艇との比較
あらゆる国の中で第二次世界大戦中に製造された最大の飛行艇は、その木製の機体からスプルース・グース（Spruce Goose）という通称のヒューズH-4 ハーキュリーズであると認識されている。この機の製造は第二次世界大戦中に始まったが、完全な形での試作機は戦争終結前には完成せず、1947年まで飛べなかった。H-4は退役する前にただ1回荷物を積まず（28名以外は）最低限の燃料を搭載して短い距離を超低空で飛んだだけだった。
比較のためにH-4の主要諸元を示す
- 最大離陸重量 : 430,000ポンド （195,044キログラム）
- 翼幅：97.54 メートル
- 全長：66.65 メートル
- 全高：24.18 メートル
- エンジン出力：3,000 馬力 (2.2 メガワット) × 8

## 諸元
(BV 238)
- 乗員：12名

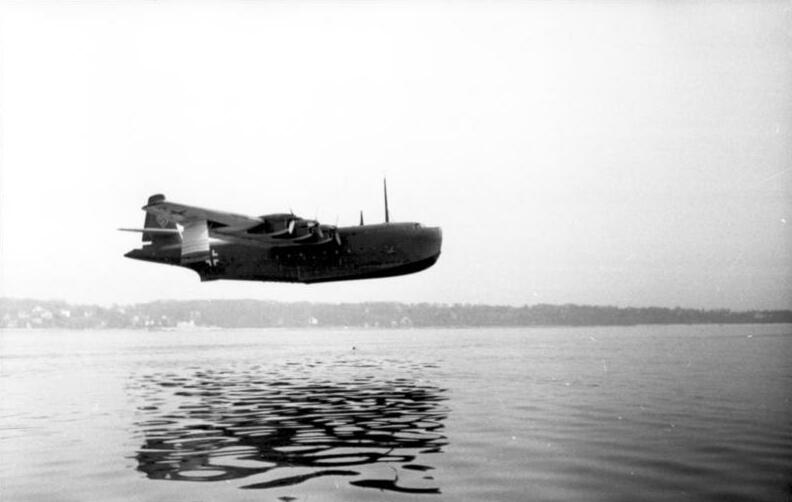

- 全長：43.36 m (142 ft 3 in)
- 全幅：60.17 m (197 ft 5 in) V1号機のみ 57.75 m (189 ft 5.6 in)
- 全高：12.80 m (42 ft)
- 翼面積：362.00 m2 (3,900 ft2)
- 翼面荷重：261 kg/m2 (53.5 lb/ft2)
- 空虚重量：54,700 kg (120,593 lb)
- 最大離陸重量：100,000 kg (220,460 lb)
- エンジン：ダイムラー・ベンツDB 603倒立V型12気筒エンジン1,900 hp (1.417 MW) × 6
- 最大速度：425 km/h (264 mph)
- 巡航速度：355 km/h (220.6 mph)
- 着水速度：143 km/h (77 knots, 88.9 mph)
- 巡航高度：7,300 m (23,950 ft)
- 航続距離：7,200 km (3,886 nm, 4,474 miles)
- 固定武装：MG 131 13mm機関銃×16門(機首銃座・尾部銃塔・主翼銃塔・各900～1800発)、MG 131Z連装機関銃×4門、MG 151/20 20mm機関砲×2門(前方機体上部砲塔・1400発)
- 搭載兵装（爆弾層）：SC250爆弾×20発
- 搭載兵装（翼下ハードポイント）SC1000爆弾×4発またはLD1200魚雷×2本またはHs293対艦ミサイル×4発(外部ハードポイント・FuG203 kehi MCLOSガイダンス送信機装備時)またはBV143滑空爆弾×2発(外部ハードポイント)

性能値はBV 238 V-1のテスト時のものである。